# El Limoncillo, Santiago Amoltepec
El Limoncillo är en ort i Mexiko.   Den ligger i kommunen Santiago Amoltepec och delstaten Oaxaca, i den sydöstra delen av landet, 400 km sydost om huvudstaden Mexico City. El Limoncillo ligger 1 160 meter över havet och antalet invånare är 232.
Terrängen runt El Limoncillo är bergig åt nordost, men åt sydväst är den kuperad. Runt El Limoncillo är det ganska glesbefolkat, med 43 invånare per kvadratkilometer. Närmaste större samhälle är Piedra del Tambor, 5,9 km nordost om El Limoncillo. I omgivningarna runt El Limoncillo växer huvudsakligen savannskog.